# Argyrogrammana talboti
Argyrogrammana talboti is een vlindersoort uit de familie van de prachtvlinders (Riodinidae), onderfamilie Riodininae.
Argyrogrammana talboti werd in 1998 beschreven door Brévignon & Gallard.